# Scylaticus suranganiensis
Scylaticus suranganiensis là một loài ruồi trong họ Asilidae. Scylaticus suranganiensis được Parui & Kaur & Kapoor miêu tả năm 1994. Loài này phân bố ở miền Ấn Độ - Mã Lai.